# Augusta Sofia do Reino Unido
Augusta Sofia do Reino Unido (em inglês: Augusta Sophia; 8 de novembro de 1768 – 22 de setembro de 1840) foi um membro da família real britânica, a segunda filha e sexta criança do rei Jorge III e da rainha Carlota. Era Princesa do Reino Unido e Hanôver.

## Biografia

### Primeiros anos
A princesa Augusta Sofia nasceu no Palácio de Buckingham, sendo a sexta criança e segunda filha do rei Jorge III do Reino Unido (1738-1820) e da sua esposa, a rainha Carlota. A sua mãe era muito protectora das suas filhas, razão pela qual forçou Augusta a ser a sua companheira e cuidar dela até à sua morte, um mês antes do 50º aniversário da princesa.
Foi por isso que Augusta nunca se casou nem teve filhos.

### Últimos anos
Morreu a 22 de setembro de 1840 na Casa de Clarence, St. James, Londres e foi enterrada na Capela de São Jorge no Castelo de Windsor a 2 de outubro após ter ficado em câmara-ardente na sua propriedade em Frogmore.

## Títulos, estilos, honras e brasão

### Títulos e estilos
- 8 de novembro de 1768 – 22 de setembro de 1840: Sua Alteza Real A Princesa Augusta Sofia

### Brasão
Como filha de um soberano, Carlota usava o real brasão de armas, diferenciado por um lambel de três pontos. O do centro ostenta uma rosa e os outros dois uma cruz.